# Berkeley Software Distribution
Berkeley Software Distribution – kort BSD, nogle gange kaldet Berkeley Unix – er en UNIX-variant som startede på Berkeley Universitet i Californien, USA.

## BSD's historie
Den første version indeholdt en Pascal-fortolker, et redigeringsværktøj (ed) og Bell Labs prototype på UNIX.
Den næste version fik en ny editor, ex, et program til at beskrive brugerterminaler, termcap og små rettelser (fixes) til den "officielle" UNIX-kerne.
Den tredje version, BSD3, var fyldt med rettelser og nye features til den normale UNIX-kerne. I løbet af BSD3's liv blev der tilføjet en netværksstak med understøttelse af TCP/IP, og BSD blev ARPAs officielle UNIX-distribution.
Da BSD nåede version 4, indledte AT&T, som havde overtaget Bell Labs, en retssag mod universitetet med påstand om copyrightbrud. Berkeley havde frigivet kildekoden til hele projektet under BSD-licensen, som tillod næsten total frihed. Der blev indgået forlig i sagen, da Berkeley i forvejen havde 'genkodet' næsten 100 % af UNIX-kernen.
BSD4.4 var den sidste officielle version af BSD. BSD blev da splittet op i under-distributioner:

## BSD-varianter
- FreeBSD, den mest kendte og populære BSD-variant
- OpenBSD, med fokus på sikkerhed og servere
- NetBSD, som fokuserer på portabilitet og ren kode
- DragonFly BSD, som er baseret på FreeBSD 4, fokuserer på avanceret clustering
- PC-BSD, som fokuserer på hjemmecomputere
- DesktopBSD, som er baseret på FreeBSD, fokuserer på kontorcomputere

## Produkter afledt af BSD
- Darwin-kernen i Mac OS X er baseret på FreeBSD